# ディープクリーン
ディープクリーン（Deepclean）は、花王から発売されているオーラルケア商品。2010年3月発売。

## 概要
急速な高齢化社会の中、一生自分の歯で生きることを目指し、40代からの歯の喪失予防に重点を置き、歯周ポケットの奥深くに着目した歯槽膿漏・歯肉炎予防のための歯周ケアブランドとして、2010年3月に発売。
ハミガキは、歯槽膿漏の予防に効果的な抗炎症成分や血行促進成分に加え、「カテキンEX」と呼ばれる収れん剤を閉じ込めたゲルカプセルを配合。このゲルカプセルが薬用成分とともに歯ブラシの毛先に押されて、歯周ポケットの奥まで変形しながら到達。さらにゲルカプセルの中から「茶カテキンEX(茶エキス-1)」がしみ出して歯茎がキュッと引き締まるような爽快さを実感できる。
歯ブラシは、弾力のある極細毛束が歯周ポケットの奥まで束ごとすっと入り、歯周ポケットの奥に潜む細菌の塊を除去し、薬用成分を含むハミガキ剤を行き渡らせ、やさしい磨き心地でマッサージする3つの働きで歯周病予防をアシストする。

## 沿革
- 2010年3月 - 販売開始。当初は「薬用バイタル ハミガキ」と「歯周ケア ハブラシ」2種類（超コンパクト・コンパクト）の3アイテム。
- 2011年
  - 3月 - 「歯周ケア ハブラシ」のラインナップを拡大。新たにレギュラーヘッド（ふつう・やわらかめ）及び超コンパクトヘッド（やわらかめ）、コンパクトヘッド（やわらかめ）の4種類を追加し、既存の超コンパクト、コンパクトは超コンパクトヘッド（ふつう）・コンパクトヘッド（ふつう）に改名し、デザインリニューアル。
  - 10月[注釈 1] - 「センシティブA（エース） 薬用ハミガキ」と「バイタル 薬用液体ハミガキ」を発売。併せて、既存の「薬用バイタル ハミガキ」を「バイタル 薬用ハミガキ」に改称し、新たに60g入りを追加。
- 2013年
  - 2月 - 発売以来初の全面リニューアルを実施。「バイタル 薬用ハミガキ」は処方改良を行い「薬用ハミガキ」に改称、「歯周ケア ハブラシ」はハンドルデザインの変更とカラー（ブルー）の追加を受け「歯ぐきケア ハブラシ」に改称し、新たに「コンパクトスリム」を追加。「センシティブA（エース） 薬用ハミガキ」と「バイタル 薬用液体ハミガキ」もパッケージデザインをリニューアルし、「S 薬用ハミガキ」・「薬用液体ハミガキ」にそれぞれ改称した。
  - 10月 - 「指で使うハブラシセット」を発売。併せて、「薬用ハミガキ」には大容量サイズの160gを追加発売。
- 2014年
  - 4月 - 「薬用ハミガキ ねっとりタイプ」・「指で使うハブラシ ミニハミガキ付」を発売。
  - 9月 - 「S 薬用ハミガキ」をリニューアル（新たに「キワまでコート成分（パルミチン酸）」を配合し、香味をシトラスハーブティーに変更）。併せて、「携帯用ハブラシセット」を発売し、「薬用ハミガキ」には「携帯用ハブラシセット」の補充用を兼ねる15g×2を追加発売。
- 2015年3月 - 「薬用ハミガキ ひきしめ塩」、「歯ぐきケアハブラシ ぎっしりプレミアム」を発売。同時に、「薬用ハミガキ」、「指で使うハブラシセット」をリニューアル（「薬用ハミガキ」は処方を改良。「指で使うハブラシセット」は「薬用ハミガキ ねっとりタイプ」の製造終了に伴い、同梱のハミガキを「薬用ハミガキ」に差し替えた）。
- 2016年10月[注釈 2] - 「撰（せん） 濃密クリームハミガキ」を発売。同時に、「薬用ハミガキ」、「薬用ハミガキ ひきしめ塩タイプ（「薬用ハミガキ ひきしめ塩」から改名）」、「薬用液体ハミガキ」、「指で使うハブラシ」、「携帯用ハミガキセット」をリニューアル（「薬用ハミガキ」と「薬用ハミガキ ひきしめ塩タイプ」は処方改良、「薬用液体ハミガキ」はパッケージデザインを変更、「指で使うハブラシ」はハブラシのみの単独製品となり、突起を先端にも配置するとともに密度を高め、既存サイズを「Lサイズ」にするとともに、新たに「Mサイズ」を追加。「携帯用ハミガキセット」は「薬用ハミガキ」のリニューアルを行った）。なお、「S 薬用ハミガキ」も同年秋（自然切替）にパッケージデザインが変更され、「薬用ハミガキ 知覚過敏症状タイプ」に改名された。
- 2017年10月 - 「撰 濃密クリームハミガキ 口臭予防プラス」と「歯ぐきケアハブラシ ぎっしりプレミアム 超やわらかめ」を発売。発売と同時に、「歯ぐきケアハブラシ」はリニューアル（パッケージデザインの変更）を行い、「ぎっしりプレミアム（ふつう・やわらかめ）」はハンドルカラーにイエローを追加して3色展開となった。
- 2018年10月 - 「薬用ハミガキ」、「薬用ハミガキ ひきしめ塩プラス」、「薬用ハミガキ 知覚過敏症状タイプ」をリニューアル。「薬用ハミガキ」は組織修復成分のALCA（アラントインクロルヒドロキシアルミニウム）が追加配合され、「薬用ハミガキ ひきしめ塩プラス」と「薬用ハミガキ 知覚過敏症状タイプ」はパッケージデザインが変更された。なお、「薬用ハミガキ」のリニューアルに伴い、「携帯用ハブラシセット」も同年秋に仕様変更された。
- 2019年10月 - 「薬用ハミガキ しみる歯ケア」、「薬用ハミガキ つや美白」を発売。併せて、「薬用ハミガキ」・「薬用ハミガキ ひきしめ塩」をリニューアル（「薬用ハミガキ」のミニは自然切替）。「薬用ハミガキ しみる歯ケア」、「薬用ハミガキ つや美白」同様に高濃度フッ素（1450ppm）処方となり、6歳未満の子供への使用が不可となった。
- 2020年
  - 3月 - 「歯ぐきケアハブラシ すき間プレミアム」を発売。
  - 10月[注釈 3] - 「シュッシュデント 部分入れ歯用洗浄剤」を発売（花王で初めてとなる部分入れ歯用洗浄剤で、且つ、日本で唯一の泡スプレータイプとなる）。
- 2021年
  - 4月 - 「泡ハミガキ」を発売。「シュッシュッデント 部分入れ歯用洗浄剤」に80ml入りのミニサイズを追加発売。
  - 7月 - 「歯ぐきケアハブラシ すき間プレミアム」を「ハブラシ すき間プレミアム ワイド幅」に改名し、パッケージデザインを変更してリニューアル。
  - 9月
    - 「薬用ハミガキ 口臭ケア」、「ハブラシ すき間プレミアム スタンダード幅」を発売。
    - 「シュッシュデント 部分入れ歯用洗浄剤」の本体をリニューアル。矯正用リテーナーの使用も可能となった。
- 2022年
  - 4月[注釈 4] - 「シュッシュデント 部分入れ歯用洗浄剤」をリニューアル。香りをハーブからミントに変更した。
  - 10月 - 「泡ハミガキ」をリニューアル。外箱を省いたパッケージに変更された。

## 商品ラインナップ

### 製造終了品
- ディープクリーン 薬用ハミガキ ねっとりタイプ【医薬部外品】（160g） - 「指で使うハブラシセット」のハミガキの補充用で、セット品よりも1.6倍多い大容量サイズ。「指で使うハブラシ」だけでなく、普段使用しているハブラシにも使うことができる。2015年3月製造終了。この製造終了に伴い、「指で使うハブラシセット」・「指で使うハブラシ ミニハミガキ付」にセットされていたハミガキが「薬用ハミガキ」に差し替えることとなった。
- ディープクリーン 薬用ハミガキ 知覚過敏症状タイプ【医薬部外品】（60g,100g） - 2019年10月をもって製造を終了し、「薬用ハミガキ しみる歯ケア」へ継承（ただし、60gは終売となる）。
- ディープクリーン 指で使うハブラシセット【医薬部外品（ハミガキ）】（100g） -  「薬用ハミガキ」とシリコーンゴム製の「指で使うハブラシ」、保管用スタンド（指ハブラシにかぶせて使用）が1セットとなっているスターターセット。2016年9月製造終了。
- ディープクリーン 指で使うハブラシ ミニハミガキ付【医薬部外品（ハミガキ）】（15g） - 「指で使うハブラシセット」の「指で使うハブラシ」の交換用。「指で使うハブラシセット」に同梱されている保管用スタンドは本品には同梱されていないので、保管する際は市販のストローなどにかぶせて保管する。カラーはセット品と同じブルーの他に、ピンクも設定されていた。2016年9月に製造を終了し、ハブラシ単体の「指で使うハブラシ Lサイズ」へリニューアルした。

## CMキャラクター
- 大竹しのぶ（2013年2月 - ）
- 浅丘ルリ子（2020年10月 - ） - シュッシュデント『祖母のナイトルーティーン』篇